# Juan del Pozo Horta
Juan del Pozo Horta (13 de dezembro de 1584 – 16 de agosto de 1660) foi um prelado católico romano que serviu como bispo de Segóvia (1656-1660), bispo de Leão (1650-1656) e bispo de Lugo (1646-1650).

## Biografia
Juan del Pozo Horta nasceu em Valladolid e foi ordenado sacerdote na Ordem dos Pregadores. No dia 16 de julho de 1646, foi nomeado bispo de Lugo durante o papado de Inocêncio X. A 14 de outubro de 1646, foi consagrado bispo por Giulio Rospigliosi, Arcebispo Titular de Tarso, tendo Miguel Avellán, Bispo Titular de Siriensis, e Timoteo Pérez Vargas, Bispo Titular de Listra, servindo como co-consagradores. No dia 10 de janeiro de 1650, foi nomeado como Bispo de Leão. A 1 de abril de 1656, foi escolhido pelo Rei da Espanha e confirmado pelo Papa Alexandre VII a 28 de agosto de 1656 como Bispo de Segóvia, onde serviu como bispo até à sua morte a 16 de agosto de 1660.
Enquanto bispo, foi o principal co-consagrador de Juan Pérez de Vega, Bispo de Tui (1649).